# Pedicia cubitalis
Pedicia (Pedicia) cubitalis là một loài ruồi trong họ Pediciidae. Chúng phân bố ở vùng sinh thái Palearctic.